# Daniela Vălean
Daniela Vălean (n. 15 iulie 1988) este o fostă jucătoare de handbal din România. În prezent este antrenor pentru portari la clubul SCM Râmnicu Vâlcea.

## Date personale
- Post: Portar

- Număr tricou: 16

- Naționalitate: Română

- În echipă din: iulie 2015

- Poreclă: Dana